# Monsonia glauca
Monsonia glauca är en näveväxtart som beskrevs av Paul Erich Otto Wilhelm Knuth. Monsonia glauca ingår i släktet hottentottnävor, och familjen näveväxter. Inga underarter finns listade i Catalogue of Life.